# Lista de episódios de Ray Donavan
Ray Donovan é um americano drama policial série de televisão criada por Ann Biderman , que estreou no canal Showtime em 30 de junho de 2013. Liev Schreiber estrela como o personagem-título, um "fixer" para o poderoso escritório de advocacia Goldman & Drexler, representando o ricos e famosos de Los Angeles, Califórnia . Ray experimenta seus próprios problemas quando seu pai, Mickey Donovan ( Jon Voight ), é inesperadamente libertado da prisão, e agentes do FBI tentam derrubar Ray e seus associados.
A partir de 28 de setembro de 2014 , 24 episódios de Ray Donovan foram ao ar, concluindo a segunda temporada.

## 1° Temporada
| N.° de série | N.º na temporada | Título               | Dirigido por        | Escrito por     | Exibição riginal       | Audiência |
| --- | ---------------- | -------------------- | ------------------- | --------------- | ---------------------- | --------- |
| 1 | 1                | "The Bag or the Bat" | Allen Coulter       | Ann Biderman    | 30 de junho de 2013    | 1.35      |
| Ray Donovan corrige problemas para uma poderosa firma de advocacia LA. Originalmente de South Boston, ele agora vive na cidade afluente de Calabasas, CA. Apesar de lidar com sua família problemática, incluindo sua esposa Abby, filha Bridget e filho Conor, ele aprende do retorno de seu pai, Mickey, libertado da prisão em liberdade condicional.                             |                  |                      |                     |                 |                        |           |
| 2 | 2                | "A Mouth Is a Mouth" | Allen Coulter       | Ann Biderman    | 7 de julho de 2013     | 1.56      |
| Ray tenta enviar Mickey de volta para a prisão. Irritado com Ray, Abby permite que seus filhos para passar o dia com Mickey. Ray lida com duas crises que envolvam clientes da estrela de cinema: Uma lista-ator Sean Walker recebe uma mensagem ameaçadora e uma invasão de domicílio, enquanto a ação herói Tommy Wheeler é chantageado com um vídeo de suas façanhas sexuais.     |                  |                      |                     |                 |                        |           |
| 3 | 3                | "Twerk"              | Greg Yaitanes       | Ron Nyswaner    | 14 de julho de 2013    | 1.45      |
| Mickey passa o tempo com seus filhos. Ray "compra" um artista de hip-hop talentoso, Marvin Gaye Washington, para seu próximo rapper. Bridget se torna amigável com Marvin. Ezra tem um fundraiser, em homenagem a sua falecida esposa, devido a ser assombrada por erros do passado. Enquanto isso, a verdadeira razão para a liberdade condicional antecipada do Mickey é revelado. |                  |                      |                     |                 |                        |           |
| 4 | 4                | "Black Cadillac"     | John Dahl           | David Hollander | 21 de julho de 2013    | 1.52      |
| Ray é forçado por Abby para visitar Bel Air Academy para ver potencial nova escola de Bridget, enquanto tenta lidar com uma situação de trabalho. Enquanto isso, Mickey encontra seu ex, Claudette, levando às memórias mais antigas sendo revivida. |                  |                      |                     |                 |                        |           |
| 5 | 5                | "The Golem"          | Dan Attias          | Sean Conway     | 28 de julho de 2013    | 1.46      |
| Rechonchudos recebe seu dinheiro de liquidação com a Igreja. Mickey e Ezra falar sobre eventos antigos, enquanto Mickey usa um fio. Ezra tem um acidente ao dirigir à noite, e acredita que ele tenha matado alguém. Terry e Frances 'relacionamento cresce mais forte. |                  |                      |                     |                 |                        |           |
| 6 | 6                | "Housewarming"       | Michael Uppendahl   | Brett Johnson   | 4 de agosto de 2013    | 1.45      |
| Ray tenta encerrar a investigação de Van Miller, drogando-lo, e usar isso para criar um vídeo incriminador. Rechonchudos joga uma festa de inauguração, mas fica fora de controle. Ray descobre que Mickey colocar seus filhos em perigo e revida. |                  |                      |                     |                 |                        |           |
| 7 | 7                | "New Birthday"       | Lesli Linka Glatter | David Hollander | 11 de agosto de 2013   | 1.44      |
| Ray descobre sobre a relação de Bridget com Marvin e proíbe-a de vê-lo, mas ela o visita de qualquer forma, levando a distúrbios emocionais. Enquanto isso, Ray voa para Boston para procurar o mafioso de Boston, Sully. Abby e Deb se divertir muito, que se transforma em problema. Mickey faz Sean deixá-lo trabalhar em um projeto de filme.                                    |                  |                      |                     |                 |                        |           |
| 8 | 8                | "Bridget"            | Guy Ferland         | Ann Biderman    | 18 de agosto de 2013   | 1.47      |
| Os três irmãos Donovan lembrar o aniversário da morte de sua irmã. Ray e Avi obter o dinheiro de volta que rechonchudos gasto em sua casa. Terry vai atrás de marido Frances 'depois que ele vê indícios que ela foi abusada. Mickey tem dificuldade para se relacionar com uma atriz que ele encontra no spa.                                                                       |                  |                      |                     |                 |                        |           |
| 9 | 9                | "Road Trip"          | Jeremy Podeswa      | Brett Johnson   | 25 de agosto de 2013   | 1.33      |
| Aceitando a oferta de Ray, Sully viaja para Los Angeles, mas a viagem não saem como planejado, forçando Avi para intervir; Enviada por Conor para assistir a um show de premiação com Tommy Wheeler, Ray deve primeiro obter uma série de fotografias incriminatórias do ator; Miller intensifica seus esforços em sua investigação.                                                 |                  |                      |                     |                 |                        |           |
| 10 | 10               | "Fite Nite"          | Tucker Gates        | Sean Conway     | 8 de setembro de 2013  | 1.25      |
| Os Donovan assistir a luta de Daryll no clube de Terry. Enquanto isso, o negócio de Ray com Sully é colocado em ação. Mickey tem um encontro. Rechonchudos encontra seu agressor, mandando-o em uma pirueta. |                  |                      |                     |                 |                        |           |
| 11 | 11               | "Bucky Fuckn' Dent"  | Dan Minahan         | Ron Nyswaner    | 15 de setembro de 2013 | 1.41      |
| Horríveis segredos são revelados quando os meninos Donovan encontrar um homem do seu passado; Ray envia Avi para proteger sua família, para grande raiva de Abby; Mickey pede um favor de Claudette quando ele encontra-se sob investigação pelo assassinato de Sean Walker. |                  |                      |                     |                 |                        |           |
| 12 | 12               | "Same Exactly"       | Michael Apted       | Ann Biderman    | 22 de setembro de 2013 | 1.41      |
| Com Sully na corrida, Ray sugere a Frank uma estratégia ousada em encontrá-lo; Abby deixa Ray uma mensagem sincera; Lena convence Bridget perdoar seu pai; Um Bunchie poderes chuta Mickey fora de seu apartamento; Terry se sente culpado por seu papel na morte do padre; um confronto final nas docas tem efeitos duradouros                                                      |                  |                      |                     |                 |                        |           |

## 2° Temporada
| N.° de série | N.º na temporada | Título           | Dirigido por      | Escrito por                         | Exibição riginal       | Audiência |
| --- | ---------------- | ---------------- | ----------------- | ----------------------------------- | ---------------------- | --------- |
| 13 | 1                | "Yo Soy Capitan" | Tucker Gates      | Ann Biderman                        | 13 de julho de 2014    | 1.22      |
| A vida de Ray retorna ao normal. As demandas do FBI que Mickey ser trazidos a eles. Abby, em causa para o seu casamento, obriga Ray em terapia com ela. Enquanto isso, rechonchudos tenta se recuperar de seu abuso e aplica-se a um emprego, Terry é obcecado por Frances e Conor está em apuros depois de agredir um colega de classe. |                  |                  |                   |                                     |                        |           |
| 14 | 2                | "Uber Ray"       | Michael Uppendahl | Ann Biderman & David Hollander      | 20 de julho de 2014    | 1.27      |
| Tendo dificuldade em controlar Mickey ao retornar ele para LA, Ray suborna agente da condicional corrupto Ronald Keith para manter um olho sobre o seu pai; Como Ed Cochran detém uma conferência de imprensa que declara o FBI pegou Sully, Boston Globe repórter Kate McPherson lança sua própria investigação sobre o que aconteceu nas docas.                                                                                                |                  |                  |                   |                                     |                        |           |
| 15 | 3                | "Gem and Loan"   | Phil Abraham      | Michael Tolkin                      | 27 de julho de 2014    | 1.38      |
| Desesperado para obter Bridget na prestigiada Academia Bel-Air, Ray é forçado a fazer um favor incomum para o antigo rival Stu Feldman, que envolve um casal; Tentativas de Mickey para ver o seu antigo amante são frustrados por Keith; Kate chega ao Clube da Luta de Terry à procura de respostas; Terapeuta de Abby tenta convencê-la de que Ray está subornando-la; um velho amigo reentra vida de Bridget.                                |                  |                  |                   |                                     |                        |           |
| 16 | 4                | "S U C K"        | Tucker Gates      | David Hollander                     | 3 de agosto de 2014    | 1.45      |
| Ray eo FBI tem que lidar com minúscula, o sobrinho de Sully que falou com os policiais sobre seu envolvimento na morte de Sully; Depois de dormir com Kate, Ray compra uma casa nova para a Abby, que faz amizade com um policial em um campo de tiro; Rechonchudos faz amizade com uma mulher e seu filho em seu novo emprego; Kate tenta falar com Mickey.                                                                                     |                  |                  |                   |                                     |                        |           |
| 17 | 5                | "Irish Spring"   | Dan Attias        | Ron Nyswaner                        | 10 de agosto de 2014   | 1.42      |
| Ray fica comprometer informações sobre Cochran. Avi segue Kate como ela investiga, mas Ray terá de dar-lhe uma nova história. Enquanto isso, Abby tenta se divertir com seus potenciais novos vizinhos, mas seus comentários levar a uma explosão violenta. Marvin leva Bridget para uma festa na casa de um magnata do hip-hop. Conor pede desculpas a Alex - mas não vai bem.                                                                  |                  |                  |                   |                                     |                        |           |
| 18 | 6                | "Viagra"         | John Dahl         | Brett Johnson                       | 17 de agosto de 2014   | 1.44      |
| Ashley introduz Ray para um novo cliente; Ray se transforma em uma fonte improvável para encontrar sujeira em Ed Cochran; Mickey lança seu olhar sobre um pagamento maior; Terry e Potato Pie ajuda Bunchie quando ele recebe um encontro com uma mãe solteira. |                  |                  |                   |                                     |                        |           |
| 19 | 7                | "Walk This Way"  | Liev Schreiber    | Ann Biderman                        | 24 de agosto de 2014   | 1.35      |
| Connor solicita que a família Donovan se reúnem para o seu aniversário, o que Ray e Abby ter esquecido; Assediador retornos de Ashley; Dom de Mickey irrita Daryl e estirpes seu relacionamento com Claudette; Um incidente estranho deixa Bunchie confundido; Terry descobre um terrível segredo sobre sua academia. |                  |                  |                   |                                     |                        |           |
| 20 | 8                | "Sunny"          | John Dahl         | David Hollander & Cheo Hodari Coker | 31 de agosto de 2014   | 1.49      |
| Ray descobre a verdade em torno da ausência de Abby, e confronta Jim (o policial) sobre seu affair. Bolinho quer Marvin volta para si mesmo, porque ele sente que seu investimento inicial lhe confere o direito de todo o dinheiro que o menino vai fazer. Mickey tem a oportunidade de vender a sua história de vida em uma trilogia, mas acaba perdendo. Bridget é a única testemunha a brutalidade de Cookie, após ele mata Marvin e Re-Kon. |                  |                  |                   |                                     |                        |           |
| 21 | 9                | "Snowflake"      | Guy Ferland       | Michael Tolkin & Brett Johnson      | 7 de setembro de 2014  | 1.63      |
| Ray e Abby têm opiniões diferentes sobre como lidar com a situação perigosa de Bridget; Kate se transforma em uma nova fonte de respostas; Bunchie tem um momento de constrangimento com o filho de sua namorada; Mickey e Pará planejar um assalto. |                  |                  |                   |                                     |                        |           |
| 22 | 10               | "Volcheck"       | Michael Uppendahl | David Hollander                     | 14 de setembro de 2014 | 1.80      |
| O retorno de Kate para Los Angeles desencadeia uma série de eventos violentos envolvendo o passado de Ray; Cochran é oferecido diretoria do FBI, mas descobre um vídeo de horror; Mickey e Pará boas vindas a dois novos membros para sua equipe de assalto; Abby dá um ultimato Jim surpreendente. |                  |                  |                   |                                     |                        |           |
| 23 | 11               | "Rodef"          | Michael Uppendahl | Ron Nyswaner & Brett Johnson        | 21 de setembro de 2014 | 1.68      |
| Ray preparar os seus entes queridos para o evento de sua prisão; Heist do Mickey não saem conforme o planejado; Ray obtém o vídeo do assassinato de Marvin; Jim não pode levar-se a seguir com o plano de Abby; Ezra volta-se para um novo aliado em lidar com Kate. |                  |                  |                   |                                     |                        |           |
| 24 | 12               | "The Captain"    | Michael Uppendahl | Ann Biderman                        | 28 de setembro de 2014 | 1.97      |
| O assassinato de Kate na mão de Avi (por ordem de Ezra) força Ray em ação contra vários de seus inimigos; Após os rendimentos seguros roubados menos do que o esperado, Mickey surge com uma nova fonte de dinheiro; Jim dá Abby uma oferta sedutora; Um Terry preso se recusa a aceitar a fiança; Bunchie revela seu passado para Patty; Ray mata biscoito, a fim de proteger sua filha                                                         |                  |                  |                   |                                     |                        |           |

## 3° Temporada
Em 20 de agosto de 2014, Showtime renovou a série para uma terceira temporada de 12 episódios.

## Ligações Externas
- «Página oficial»
- Ray Donovan no IMDb (em inglês)